# Aframmi
- Commons
- Wikispecies

Aframmi é um género botânico pertencente à família Apiaceae.
As suas espécies são endêmicas na região tropical de Angola.

## Espécies
Apresenta duas espécies:
- Aframmi angolense
- Aframmi longiradiatum